# Pierre Lherminier
Pour les articles homonymes, voir Lherminier.
Pierre Lherminier (né le 2 janvier 1931 à Oullins et mort le 25 janvier 2021 à Nevers) est un historien français du cinéma et un éditeur, directeur de collection pour plusieurs éditeurs et fondateur de la maison d'édition portant son nom.

## Biographie
Frère de René Thévenet, Pierre Lherminier naît Pierre Thévenet le 2 janvier 1931 à Oullins. Il fait ses débuts en participant à la constitution de l'Annuaire bibliographique du cinéma et de la télévision en France (Contact Organisation, 1953) et en créant, en 1955, la librairie spécialisée dans le cinéma, Contacts (rue du Colisée, Paris).

À la fin des années 1950, Pierre Seghers lui confie la direction d'une anthologie sur le 7ème art, L'Art du cinéma (Seghers, 1962). Le succès critique et public de cette anthologie conduit Pierre Lherminier à proposer, toujours aux éditions Seghers, "Cinéma d'aujourd'hui", une collection de monographies sur le cinéma consacrée aux grands réalisateurs du cinéma mondial. Elle est lancée le 22 mars 1962 en présence de nombreux critiques et réalisateurs. Le Film français note qu'elle connaît dès ses débuts un « exceptionnel succès ». Recordman absolu, le Jean-Luc Godard de Jean Collet se vend ainsi à plus de 20 000 exemplaires.
En 1973, à la suite d'un différend qui l'oppose à Robert Laffont, nouveau propriétaire des éditions Seghers, Pierre Lherminier quitte la maison. Il devient éditeur indépendant en 1975, initialement sous l'enseigne « Filméditions » (1975-1981), puis sous celle d'Éditions Pierre Lherminier; il reprend le nom « Cinéma d'aujourd'hui » et le transforme en une revue trimestrielle, puis créé plusieurs collections de livres de cinéma ("Cinéma permanent", "Cinéma université", "Cinéma classique", etc.).
En 1979-1980, il publie l'édition en fac-similé, saluée par la critique, qui réunit l'ensemble des numéros de la Revue du cinéma  de Jean George Auriol (1928-1932, 1946-1949). Après des résultats décevants, la société dépose le bilan en novembre 1987.
Pierre Lherminier continue néanmoins l'aventure de l'édition en prenant la direction de « Spectacle Poche » aux éditions des Quatre-Vents. Il signe plusieurs ouvrages et édite les écrits de Louis Delluc et Jean Vigo. De 2003 à 2009, il prend aussi la direction, chez L'Harmattan, de la collection "Le Temps de l'image".
En 2012, il publie ainsi un premier tome d'Annales du cinéma français,,, projet « modeste et ambitieux » qui constitue une « somme d’intelligente érudition » pour Philippe Roger, ou un « ouvrage de référence de tout premier ordre » pour Laurent Aknin. En 2024, le deuxième tome de ces Annales, couvrant la période 1930-1946, coécrit cette fois avec René Prédal, parait chez Nouveau Monde éditions. 
Il a été rédacteur en chef de la revue Présence du cinéma français à compter de 1986, ainsi que de Cinéma d'aujourd'hui (1976-1979).
En 1973, il fonde le Comité de liaison de l'édition cinématographique, qui organise un premier salon du livre du cinéma en 1985 — forme reprise par la suite par la Cinémathèque française.
Il a déposé une partie de ses archives à l'Institut mémoires de l'édition contemporaine en 1996.
Pierre Lherminier meurt le 25 janvier 2021 à l'âge de 90 ans, des suites de la Covid-19.

## Publications

### Ouvrages
- L'Art du cinéma (préf. André Malraux), Paris, Seghers, 1960 (BNF 33079155).
- Avec Ado Kyrou, Luis Buñuel, Paris, Seghers, 1964 (BNF 33067298).
- Jean Vigo, Paris, Seghers, 1967 (BNF 33079156). Rééd. Éditions Pierre Lherminier, 1984.
- Ed. Le Cinéma en 100 000 pages, Paris, Comité de liaison de l'édition cinématographique / Cinéma d'aujourd'hui, 1980.
- Éd. de Jean Vigo. Œuvre de cinéma, Paris, La Cinémathèque française / Lherminier, 1985.
- Éd. Louis Delluc, Écrits cinématographiques, Paris, La Cinémathèque française / Cahiers du cinéma, 1985-1990, 4 vol.
- Dir., Cinéma pleine page : l'édition cinématographique de langue française, Paris, Flammarion, 1985  (ISBN 2-86244-042-6).
- Dir. avec Laurent Mannoni et Jacques Legrand, Chronique du cinéma, Boulogne-Billancourt, Chronique, 1992  (ISBN 2-905969-55-5).
- Signoret, Montand : deux vies dans le siècle, Paris, Ramsay, 2005  (ISBN 2-84114-740-1).
- Ed. de Charles Pathé, Écrits autobiograohiques, Paris, L'Harmattan, 2006 (coll. Le Temps de l'image).
- Jean Vigo, un cinéma singulier, Paris, Ramsay, 2007 (coll. Ramsay poche cinéma)  (ISBN 978-2-84114-871-4).
- Louis Delluc et le cinéma français, Paris, Ramsay, 2008 (coll. Ramsay poche cinéma)  (ISBN 978-2-84114-985-8).
- Annales du cinéma français : les voies du silence (1895-1929), Paris, Nouveau monde éditions, 2012  (ISBN 978-2-36583-328-8).

### Directeur de collections
- Cinéma d'aujourd'hui, éditions Seghers, 1962-1973. 80 titres.
- Cinéma club, éditions Seghers, 1967-1974. 10 titres.
- Cinéma 2000, éditions Seghers, 1973-1974. 12 titres.
- Cinéma d'aujourd'hui (revue), Filméditions, 1975-1980. 15 numéros.
- Le cinéma et son histoire, Filméditions, 1978-1986. 4 titres.
- Le cinéma en mémoire, Filméditions, 1979-1984. 4 titres.
- Cinéma université, Fiméditions, 1977-1982. 3 titres.
- Cinéma présent, Editions Pierre Lherminier
- Cinéma futur, Éditions Pierre Lherminier
- Cinéma permament, Éditions Pierre Lherminier, 1977-1985. 7 titres.
- Cinéma classique, Éditions Pierre Lherminier, 1984-1985.
- Cinéma classique / Les cinéastes, Éditions Pierre Lherminier, 1984. 4 titres.
- Le Cinéma et ses hommes, Éditions Pierre Lherminier, 1985. 4 titres.
- Le Champ de la caméra, Éditions Pierre Lherminier, 1980. 1 titre.
- Le Cinéma même, Éditions Pierre Lherminier
- Bibliothèque du spectacle, Éditions Pierre Lherminier, 1986. 4 titres.
- Les Temps de l'image, L'Harmattan, 2003-2010. 8 titres.